# Alytes cisternasii
L'alite iberico (Alytes cisternasii Boscá, 1879) è un anfibio anuro appartenente alla famiglia degli Alitidi.

## Descrizione
L'alite iberico ha un aspetto da rospo, ma con verruche spesso rossastre e ghiandole parotoidi piccole. Le pupille sono verticali e anche la palpebra superiore è contraddistinta da verruche rossastre. Le parti superiori vanno dal marrone al grigio, spesso con macchie scure irregolari, mentre il ventre è a macchie grigie chiare e biancastre. Le zampe dell'alite iberico non sono provviste né di vanghe né di membrane interdigitali, ma sulle zampe anteriori sono presenti 2 tubercoli metacarpali, di dimensioni diverse, e il 4° dito (il più esterno) è corto e tozzo. Ha una lunghezza totale di 3-4 cm.

## Biologia
Come l'alite ostetrico, anche l'alite iberico è caratterizzato dal caratteristico comportamento dei maschi di trasportare le uova sul proprio corpo per 3-4 settimane durante la stagione riproduttiva, da settembre a maggio: queste vengono avvolte, in cordoni di 20-180 uova, sulle zampe posteriori. La dieta è costituita da insetti (formiche) e gasteropodi.

## Distribuzione e habitat
L'alite iberico è una specie endemica nel sud-ovest della penisola iberica. Predilige habitat caldi e secchi esposti al sole, come oliveti e sugherete, o terreni coltivati ben strutturati lungo piccoli corsi d'acqua. Vive in prevalenza a quote basse e medie, ma in qualche caso anche fino a 1800 m. Durante il giorno resta nascosto sotto pietre.